# Salon (rivière)
Pour les articles homonymes, voir Salon.
Le Salon, ou Saôlon ou Saulon, est une rivière de l'est de la France, dans les deux départements de la Haute-Marne et de la Haute-Saône, dans les deux régions du Grand Est et de Bourgogne-Franche-Comté. C'est un affluent de la Saône, donc un sous-affluent du Rhône.
C'est le second, par ordre de longueur, des affluents du cours-supérieur de la Saône issus de l'ancienne région Champagne-Ardenne.

## Géographie

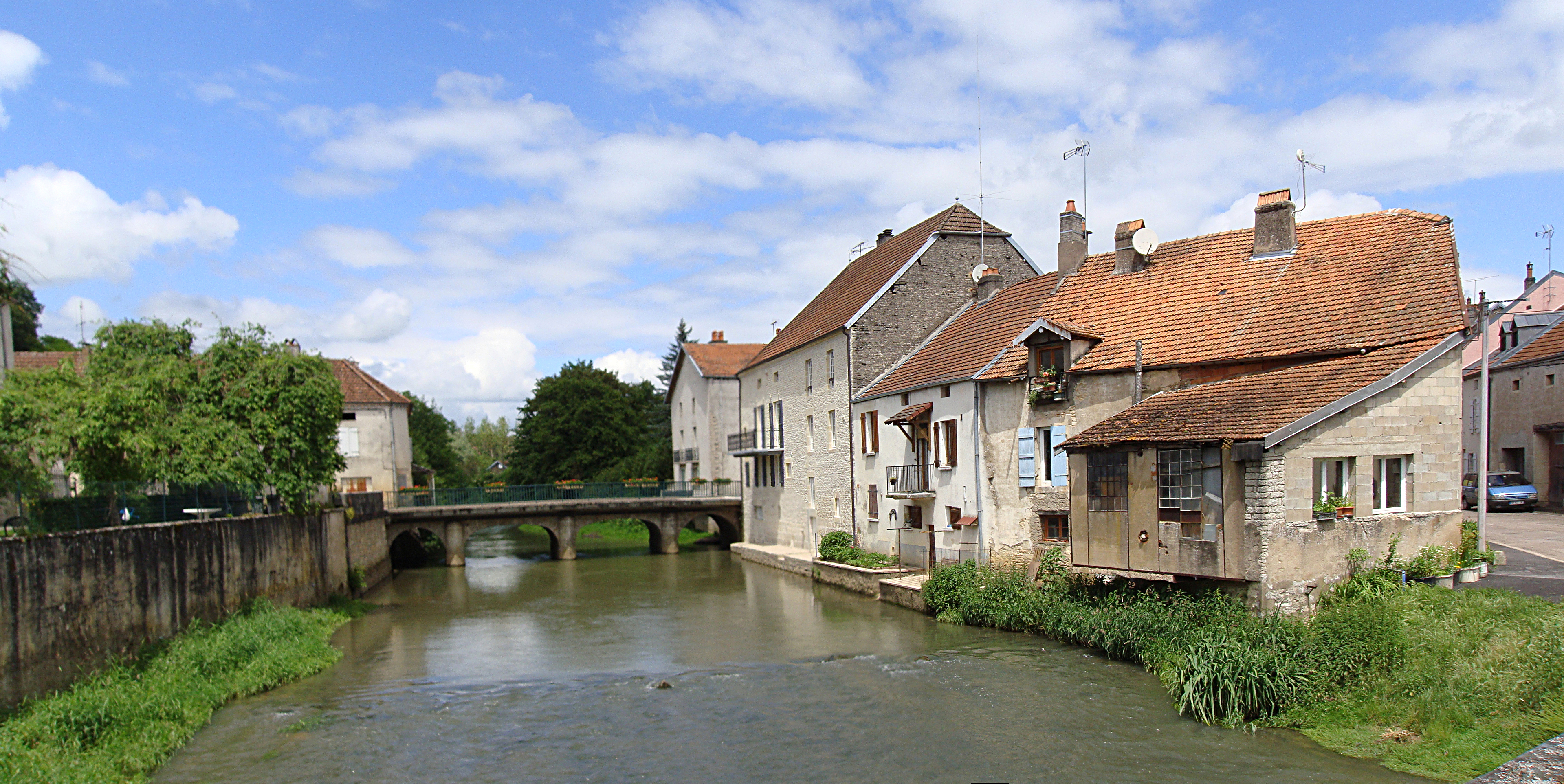
Le Salon à Champlitte.

D'une longueur de 71,6 km selon le SANDRE, le Salon est un affluent de la rive-droite de la Petite-Saône, dénomination du cours-supérieur de la Saône correspondant à l'amont de la confluence avec le Doubs.
Le Salon est issu de la zone de contact entre l'extrême nord-est du plateau de Langres, le Langrois-ouvert, et la marge-occidentale des digitations sud-ouest des plateaux de la Saône desquels la rivière éponyme est originaire. Ces digitations de plateaux couvrent l'Apance-Amance, micro-région naturelle située aux confins des régions historiques de Champagne, Lorraine et Franche-Comté. L'Apance-Amance occupe la partie orientale de l'arrondissement de Langres dont le Langrois-ouvert occupe le centre. Cet arrondissement où s'établit la moitié-amont du cours du Salon forme la partie méridionale du département de la Haute-Marne, extrême sud-est de la région Champagne-Ardenne. Cette partie de la rivière concerne 4 des 10 cantons de l'arrondissement de Langres, soit de l'amont vers l'aval : Langres, Longeau-Percey, Fayl-Billot et Prauthoy.
La moitié-aval aval du cours du Salon traverse le plateau de Champlitte fermant le nord-ouest de la haute-plaine de Saône. Cette partie de la rivière s'établit dans les cantons de Champlitte en amont et Dampierre-sur-Salon en aval. Ces cantons relèvent de l'arrondissement de Vesoul, partie occidentale du département de la Haute-Saône au nord-ouest de la région Franche-Comté. La confluence avec la Petite-Saône est située sur le territoire de la commune d'Autet.

### Origine hydrologique et profil hydrographique
Le Salon est originaire du versant-méridional d'une ligne de crête orientée nord/nord-est / sud/sud-ouest. Cette ligne ferme l'est du Bassigny au nord, duquel est issue la Meuse, et l'est du Langrois-ouvert au sud, duquel est issue la Marne. Outre les hauts-bassins supérieurs de ces deux cours d'eau, la ligne de crête marque le partage des eaux avec le Haut-bassin de la Saône (Petite-Saône) à l'est.
La rivière naît au nord du territoire de la commune de Culmont, localité située à une dizaine de kilomètres à l'est de Langres, à la marge-occidentale d'une digitation de plateau fermant le sud-est du Langrois-ouvert. Les eaux du versant nord-ouest de ce relief sont contributrices de la Marne. La source du Salon, de type vauclusien, s'écoule dans une combe entre la Côte du Corroi et celle des Marchais. L'aquifère à l'origine de la rivière est à l'assise de bancs calcaréo-gréseux médiolasiques du Domérien-supérieur. La strate-inférieure est constituée de marnes du Domérien-inférieur ainsi que de marnes et argiles plastiques carixiennes. La source correspondant à cet aquifère est à une altitude d'environ 370 m.
La direction-dominante nord/nord-ouest / sud/sud-est du cours du Salon résulte de l'orientation des fronts de côte principaux. Le cours-supérieur de la rivière entaille le plateau du Fayl. horst calcaire dont les digitations de la marge-méridionale s'ouvrent sur un graben bordant la marge-septentrionale du plateau de Champlitte. Le pendage de ce fossé sur lequel débouche le Salon détermine l'inflexion provisoire de son cours vers le sud-ouest. D'une longueur d'une dizaine de kilomètres, cette partie de la rivière traverse de l'amont vers l'aval les territoires des communes de Saulles, Grenant et Coublanc en limite sud-est de l'arrondissement de Langres. À sa confluence avec la Resaigne en rive-droite sur le territoire de la commune de Coublanc, le cours du Salon se réoriente vers le sud-est. À partir de ce confluent, le cours franc-comtois de la rivière entaille de ses sinuosités les calcaires du plateau de Champlitte. Excepté le Salon et le Vannon ainsi que les écoulements sporadiques des combes bordant leurs vallées et de quelques vallées-sèches, le réseau-hydrographique de ce plateau-karstique est essentiellement souterrain. Les rares petits ruisseaux tels que celui de la Combe du Ru au sud de Gatey ne circulent pratiqement pas en surface, ils se perdent rapidement dans des entonnoirs dont les diaclases alimentent le réseau-karstique. Le karst du Jurassique-supérieur produit ainsi de nombreuses émergences à fort débit. Le pendage du plateau s'inclinant vers le Sud, ces sources vauclusiennes se distribuent sur la rive-gauche de la rivière. De Neuville-lès-Champlitte à son débouché sur la Vallée de la Petite-Saône, le cours-inférieur encaissé du Salon forme quelques méandres. De la source à la confluence avec la Petite-Saône. la dénivelée est d'environ 180 m, soit une pente d'environ 0,25 %. Cette déclivité est sensiblement plus importante sur la moitié-amont du cours de la rivière.
Il est à noter que la Vallée Franc-comtoise du Salon, dans la continuité de celle de la Resaigne au nord, constitue avec celle de la Vingeanne un des rares couloirs de communication naturels de l'arrondissement de Langres avec la haute-plaine de Saône, comme en témoigne le passage de la ligne-ferroviaire Metz - Dijon...

### Communes & localités riveraines
De l'amont vers l'aval :

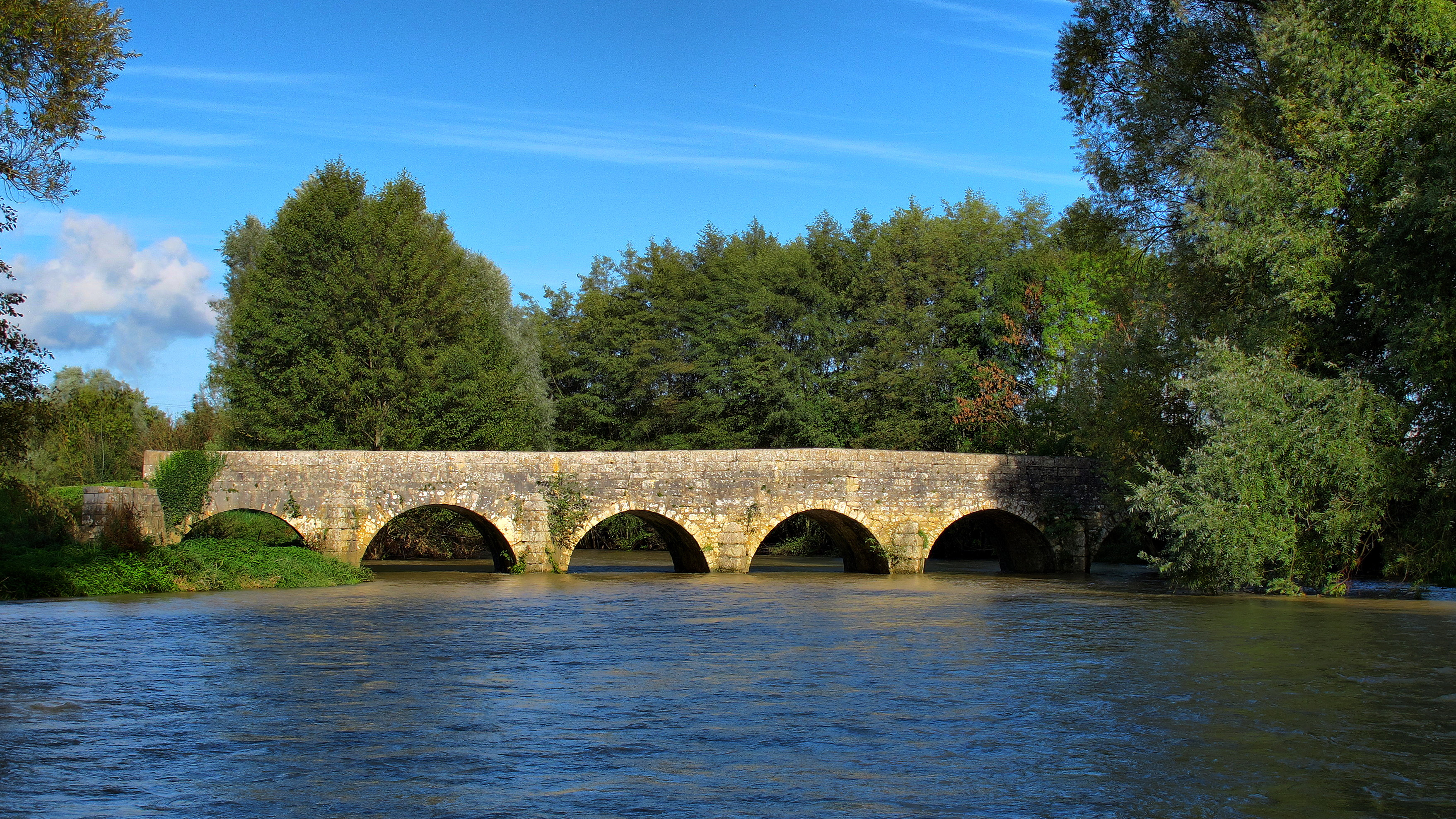
Le Salon à Montot.

- arrondissement de Langres (département de la Haute-Marne en région Champagne-Ardenne)  : Culmont, Chalindrey, Torcenay, Les-Loges, Bussières-lès-Belmont (Commune de Champsevraine), Belmont, Saulles, Grenant, Coublanc ;
- arrondissement de Vesoul (département de la Haute-Saône en région Franche-Comté) : Leffond , Montarlot-lès-Champlitte, Champlitte, Neuville-lès-Champlitte, Framont, Achey, Montot, Denèvre, Dampierre-sur-Salon, Autet.

## Étymologie
Les origines des différentes dénominations de la rivière Salon ne sont pas attestées. Sur le relevé-cartographique des Cassini établi au XVIIIe siècle, le qualificatif toponymique de l'actuel Dampierre-sur-Salon est « sur Saôlon »...

## Affluents
Les principaux affluents du Salon sont de l'amont vers l'aval le ruisseau du Fayl et la Resaigne :
- long d'une quinzaine de kilomètres. le ruisseau du Fayl se forme au sud-est de Fayl-Billot par la collecte de sources vauclusiennes. Il est tributaire de la rive gauche du Salon sur le territoire de la commune de Belmont ;
- d'une longueur d'environ 17 km, la Resaigne est originaire d'une source vauclusienne s'écoulant de la côte du Mont-Tarsis au nord-est du Pailly, environ 7 km au sud-est de la source du Salon. Elle est tributaire de la rive droite de ce dernier sur le territoire de la commune de Coublanc.

Outre le ruisseau du Fayl et la Resaigne, les autres tributaires significatifs sont de l'amont vers l'aval les suivants :
- ruisseau du Cul-de-la-Riotte ;
- ruisseau de la Vau ;
- ruisseau du Bas-de-Landeux ;
- ruisseau du Bac ;
- ruisseau de Champ-Séveraine ;
- ruisseau du Runeau.

Tous ces cours d'eau sont affluents sur l'arrondissement de Langres, les eaux du plateau de Champlitte dans l'arrondissement de Vesoul ayant une circulation souterraine. Excepté celle de la Fontaine-couverte à Coublanc, commune de l'arrondissement de Langres, les principales émergences vauclusiennes alimentant le Salon dans sa vallée Franc-comtoise sont celles du Vivier entre Montarlot-lès-Champlite et Champlitte, de Champlitte, du Trou de Jalleu à Champlitte-la-Ville, de l'Étang entre Montot et Delain ainsi que de la Corre entre Delain et Denèvre (celle de Dampierre-sur-Salon, la plus abondante, étant captée).

## Hydrologie

### Le Salon à Denèvre
Son débit a été observé sur une période de quarante ans (1969-2008), à Denèvre, localité du département de la Haute-Saône située à peu de distance de son confluent avec la Saône. Le bassin versant de la rivière y est de 390 km2 (soit plus de 95 % de sa totalité qui fait environ 410 km2).
Le module de la rivière à Denèvre est de 4,64 m3/s.
Le Salon présente des fluctuations saisonnières de débit bien marquées, comme c'est bien souvent le cas dans le bassin de la Saône, et d'une manière générale dans tout l'est de la France, avec des hautes eaux d'hiver portant le débit mensuel moyen à un niveau situé entre  7,18 et 9,14 m3/s, de décembre à mars inclus (avec un maximum en février). Cette saison est suivie d'une période intermédiaire de fin mars à fin juin, puis surviennent les basses eaux d'été, de juillet à septembre inclus, avec une baisse du débit moyen mensuel allant jusqu'à 1,01 m3/s, au mois d'août. Mais les fluctuations de débit peuvent être bien plus prononcées sur de plus courtes périodes ou d'après les années.

### Étiage ou basses eaux
À l'étiage, le VCN3 peut chuter jusque 0,28 m3/s, en cas de période quinquennale sèche, soit 280 litres par seconde, ce qui est assez sévère, mais normal comparé aux autres affluents de la Saône dans la région.

### Crues
Les crues peuvent être assez importantes compte tenu de la taille modeste de la rivière et de son bassin versant. Les QIX 2 et QIX 5 valent respectivement 48 et 63 m3/s. Le QIX 10 est de 74 m3/s, le QIX 20 de 83 m3/s, tandis que le QIX 50 se monte à 96 m3/s.
Le débit instantané maximal enregistré à Denèvre durant cette période de 39 ans, a été de 80,6 m3/s le 30 décembre 2001, tandis que la valeur journalière maximale était de 62,4 m3/s le 26 mai 1983. En comparant la première de ces valeurs avec l'échelle des QIX de la rivière, il apparait que cette crue était d'ordre vicennal, pas du tout exceptionnelle, et donc destinée à se répéter plus ou moins tous les vingt ans.

### Lame d'eau et débit spécifique
Le Salon est une rivière abondante, bien alimentée par les précipitations relativement importantes dans son aire. La lame d'eau écoulée dans son bassin versant est de 378 millimètres annuellement, ce qui est supérieur à la moyenne d'ensemble de la France tous bassins confondus, mais inférieur à l'ensemble du bassin de la Saône (501 millimètres à Lyon). Le débit spécifique de la rivière (ou Qsp) atteint ainsi le chiffre de 11,9 litres par seconde et par kilomètre carré de bassin.